# Chucarosaurus
Chucarosaurus („nezdolný ještěr“) byl rod sauropodního dinosaura, který žil v období rané pozdní křídy na území argentinské Patagonie. Fragmentární fosilie v podobě kostí dolních končetin byly objeveny v sedimentech bohatého geologického souvrství Huincul na území argentinské provincie Río Negro. V roce 2023 byl tento sauropod formálně popsán pod jménem Chucarosaurus diripienda.

## Rozměry
Jednalo se o obřího dinosaura, jak dokládá jeho stehenní kost dlouhá 1,9 metru. Přesto nebyl největším dinosaurem svých ekosystémů, protože je sdílel s vůbec největším dnes známým dinosaurem druhu Argentinosaurus huinculensis (jehož stehenní kost byla dlouhá asi 2,5 metru).

Chucarosaurus - porovnání velikosti s člověkem.

## Systematika
Chucarosaurus spadal do kladu Colossosauria a jeho nejbližším vývojovým příbuzným byl patrně rod Bonitasaura. Představoval poměrně vyspělého titanosaurního sauropoda blízce příbuzného kladům Lognkosauria a Rinconsauria.